# Padre Garcia (Batangas)
Pour les articles homonymes, voir Padre Garcia.
Padre Garcia (en tagalog : Bayan ng Padre Garcia) est une municipalité de la province de Batangas aux Philippines. Elle compte 51 853 habitants lors du recensement de 2020.

## Géographie
Padre Garcia est située sur l'île de Luçon, la plus grande île de l'archipel des Philippines.
D'une superficie totale de 41,51 kilomètres carrés, elle est divisée en 18 barangays : 
1. Banaba
2. Banaybanay
3. Bawi
4. Bukal
5. Castillo
6. Cawongan
7. Manggas
8. Maugat est
9. Maugat ouest
10. Pansol
11. Payapa
12. Poblacion
13. Quilo-quilo nord
14. Quilo-quilo sud
15. San Felipe
16. San Miguel
17. Tamak
18. Tangob

|  | Lipa         |             |
|  | Padre Garcia | San Antonio |
|  | Rosario      |             |

## Histoire
La ville est à l'origine un quartier de celle de Rosario, et porte le nom de Lumang Bayan ; elle devient une municipalité distincte en 1949 et prend le nom du prêtre catholique Vicente Garcia (en), né en 1817 à Maugat (un des barangays actuels de Padre Garcia), un ami et défenseur de José Rizal en 1896 au début de la Révolution philippine contre la colonisation espagnole.